# Pestum
Pestum (latinsko [ˈpae̯stũː]) je bilo večje starogrško mesto na obali Tirenskega morja v  Magna Graecii (južna Italija). Razvaline Pestuma so znane po svojih treh starogrških templjih v dorskem redu, ki segajo od približno v leta 600 do 450 pred našim štetjem in so v zelo dobrem stanju. Mestno obzidje in amfiteater sta večinoma nedotaknjena, temelji sten mnogih drugih struktur pa ostajajo, pa tudi tlakovane ceste. Najdišče je odprto za javnost, znotraj njega pa je sodoben nacionalni muzej, v katerem so tudi najdbe pridruženega grškega najdišča Foce del Sele.
Po ustanovitvi grških kolonistov pod imenom Poseidonia (starogrško Ποσειδωνία) so jo na koncu osvojili lokalni Lukanci in pozneje Rimljani. Lukanci so ga preimenovali v Paistos, Rimljani pa so mestu dali današnje ime. Kot Pesto ali Pestum je mesto postalo škofija (zdaj le naslovna), vendar je bilo v zgodnjem srednjem veku opuščeno in je ostalo nespremenjeno in večinoma pozabljeno do 18. stoletja.
Danes ostanke mesta najdemo v moderni frazione Pestum, ki je del komune Capaccio v pokrajini Salerno, Kampanija, Italija. Sodobno naselje, neposredno južno od arheološkega najdišča, je priljubljeno obmorsko letovišče, z dolgimi peščenimi plažami.

## Antični ostanki
Danes so najbolj odmevne značilnosti tega mesta trije veliki templji v arhaični različici grškega dorskega reda, ki izhajajo od približno 550 do 450 pr. n. št. Vsi so značilni za to obdobje, z masivnimi kolonadami, ki imajo zelo izrazito entazo in zelo širokimi kapiteli, ki spominjajo na prevrnjene gobe. Nad stebri le drugi Herin tempelj ohrani večino svoje entablature, ostala dva pa imata le arhitrav.
Templji so bili posvečene Heri, Ateni in Pozejdonu (Junona, Minerva in Neptun pri Rimljanih), čeprav so jih prej pogosto identificirali drugače, na primer kot bazilika in tempelj Cerere (pri Grkih Demetra), po argumentih 18. stoletja. Dva Herina templja sta eden ob drugem, medtem ko je Atenin tempelj na drugi strani mesta. Bili so tudi drugi templji, grški in rimski, ki so precej manj ohranjeni. Pestum še zdaleč ni vir dobrega marmorja. V treh glavnih templjih je bilo malo kamnitih reliefov, morda so namesto tega uporabljali slikanje. Slikana terakota je bila za nekatere podrobne dele strukture. Veliki koščki terakote, ki so preživeli, so v muzeju.
Celotno starodavno mesto Pestum obsega površino približno 120 hektarjev. Izkopanih je bilo le 25 hektarjev, ki vsebujejo tri glavne templje in druge glavne stavbe. Preostalih 95 hektarjev je na zasebnih zemljiščih in jih niso preučevali. Mesto obdajajo obrambni zidovi, ki še danes stojijo. Stene so dolge približno 4750 m, debele 5 - 7 m in visoke 15 m. Ob steni je 24 kvadratnih in okroglih stolpov. Morda jih je bilo kar 28, vendar so bili nekateri med njimi uničeni med gradnjo ceste v 18. stoletju, ki je območje dejansko prerezala na dva dela.
Osrednje območje je popolnoma očiščeno sodobnih stavb in tako v veliki meri že od srednjega veka. Čeprav je z mesta odstranjeno veliko kamna, ostaja veliko število stavb zaznanih po temeljih ali spodnjih delih sten, glavne ceste pa so asfaltirane. Nizko pozidan spomenik junaku ali svetišče neznanemu lokalnemu junaku je preživelo nedotaknjeno. Zunaj obzidja so izkopali številne grobnice.

### Trije grški templji
Prvi Herin tempelj, ki so ga grški kolonisti zgradili okoli leta 550 pred našim štetjem, je najstarejši ohranjen tempelj v Pestumu. Arheologi iz 18. stoletja so ga poimenovali 'bazilika', ker so nekateri zmotno verjeli, da gre za rimsko zgradbo. (Prvotna rimska bazilika je bila v bistvu civilna oblika stavbe, preden so načrt za baziliko sprejeli zgodnji kristjani za cerkve.)
Napisi in kipci iz terakote so razkrili, da so tukaj častili Hero. Kasneje so pred templjem odkopali oltar, na prostem, običajno za grški oltar. Verniki so se lahko udeležili obredov in žrtvovanja, ne da bi vstopili v celo ali notranje svetišče
Stebri imajo zelo močno entazo ali ukrivljenost po dolžini, kar kaže na zgodnji datum gradnje. Nekateri kapiteli še vedno ohranjajo vidne sledi svoje prvotne barve. Tempelj je širši od večine grških templjev, verjetno zato, ker v notranjost cele vodijo dvoja vrata in ima po sredini sedem stebrov, nenavadna značilnost. To lahko odraža dvojno posvečenje templja. Nenavadno število stebrov, devet na krajših straneh, je tudi zelo nenavadno; vzdolž daljših strani je osemnajst stebrov. To je bilo mogoče ali potrebno zaradi obeh vrat, tako da noben pogled ni zastrt s stebrom.
Drugi Herin tempelj je bil zgrajen okoli leta 460–450 pr. n. št., severno od prvega. Nekoč je bilo napačno mišljeno, da je posvečen Pozejdonu. Stebri nimajo značilnih 20 kanelur na vsakem, ampak 24. Herin tempelj II. ima tudi širše stelbre in manjše intervale med njimi. Tempelj so uporabljali tudi za čaščenje Zevsa in drugega božanstva, katerega identiteta ni znana. Na vzhodni strani so vidni ostanki dveh oltarjev, enega velikega in enega manjšega. V manjšem je rimski dodatek, zgrajen, ko so čez večjega speljali cesto, ki vodi do rimskega foruma. Možno je tudi, da je bil tempelj prvotno posvečen tako Heri kot Pozejdonu; Nekateri kipi, ki so pri večjem oltarju, naj bi kazali to identifikacijo.
Na najvišji točki mesta, precej stran od Herinega templja in severno od središča antičnega naselja, je Atenin tempelj. Zgrajen je bil okoli leta 500 pred našim štetjem in so nekaj časa napačno mialili, da je bil posvečena Cereri. Arhitektura je prehodna, deloma je v jonskem slogu in deloma zgodnja dorska. Tri srednjeveške krščanske grobnice v nadstropju kažejo, da se je tempelj nekoč uporabljal kot krščanska cerkev.

### Druge arheološke značilnosti
V osrednjem delu kompleksa je rimski forum, ki naj bi bil zgrajen na mestu predhodne grške agore. Na severni strani foruma je majhen rimski tempelj, iz leta 200 pr. n. št. Bil je namenjen Kapitolski triadi (Junona, Jupiter in Minerva).
Severovzhodno od foruma je amfiteater. Je običajen rimski vzorec, čeprav veliko manjši kot poznejši primeri. Vidna je le zahodna polovica; 1930 je bila čez mesto zgrajena cesta, ki je pokopavala vzhodno polovico. Tamkajšnji prebivalci pravijo, da je bil odgovornemu gradbenemu inženirju sojeno in je dobil zaporno kazen zaradi tega, kar je bilo opisano kot neumno uničenje zgodovinskega kraja. Obstaja tudi majhna krožna svetniška dvorana (bulevterij) ali skupščinski prostor (ekklesiasterion), s sedeži v stopnjah. Verjetno ni bil nikoli pokrit, vendar je bil obdan s steno, morda z majhno arkado okrog notranjosti. Ta je v rimskih časih prenehala imeti vlogo in se je zapolnila.
Heroon, blizu foruma in Ateninega templja, je verjetno slavil ustanovitelja mesta, čeprav je bil zgrajen približno stoletje po smrti neimenovanega lika. To je bil nizek tumul z obzidanim pravokotnim ohišjem, okrog njega pa postavljeni veliki kamni. Ko so ga izkopali leta 1954, so v središču odkrili nizko kamnito komoro z nagnjeno streho, polovico pod okoliško zemljo in polovico zgoraj. Vsebovala je več velikih, redkih in čudovitih bronastih posod, ki morda niso lokalno narejene in veliko atensko lončeno črno-figuralno amforo iz približno 520–500 pred našim štetjem. Bronaste posode so imele v sebi sledi medu. Vse to so zdaj v muzeju.
Južno od mestnega obzidja, na mestu, ki se še vedno imenuje Santa Venera, je bil niz majhnih offertorijev iz terakote, oblikovanih kipcev stoječe gole ženske, ki so nosile polos, krono anatolskih in sirskih boginj, ki so bile datirane v prvo polovico 6. stoletja pred našim štetjem. Drugo podobno so med izkopavanji v 1980-ih izkopali v drugem svetišču Pestuma. Figura je v zahodnem Sredozemlju zelo nenavadna. Temenos na prostem je bil ustanovljen na začetku grške okupacije: tempelj na tem mestu je bil zgrajen šele v začetku 5. stoletja pred našim štetjem. Gola boginja je figura, ki je grški kulturi tuja pred znamenito Praksitelovo Knidsko Afrodito iz 4. stoletja: ikonografske analogije je treba iskati v feničanski Astarti in ciprski Afroditi. »V krajih, kjer so Grki in Feničani prihajali v stik med seboj, se osebnosti obeh božanstev pogosto prekrivata«, je pojasnila Rebecca Miller Ammerman (Ammerman 1991), ko je na mestu prepoznala kult kot feničansko Astarto ali ciprsko Afrodito.
Napisi jasno kažejo, da je bil v rimskih časih kult rezerviran za Venero.
- Streha sobe v heroonu potem, ko je bil odstranjen tumulus
- Eekklesiasterion ali svetniška soba
- Ruševine stolpa mestnega obzidja
- Via Sacra, glavna ulica rimskega mesta

### Poslikane grobnice
Pestum je znan tudi po svojih poslikanih grobnicah, ki večinoma spadajo v obdobje lukanske vladavine, medtem ko le ena od njih izhaja iz grškega obdobja. To je Grobnica skakalca v vodo (italijansko: Tomba del tuffatore), ki je najbolj znana. Poimenovana je po enigmatičnem prizoru, ko je na spodnji strani pokrovne plošče upodobljen mladenič, ki skače v vodo. Zajema prvo polovico 5. stoletja pred našim štetjem (približno 470 pr. n. št.), zlato dobo grškega mesta. Najdena je bilo 3. junija 1968 v majhni nekropoli, približno 1,5 km južno od starodavnih zidov. Slike so zdaj prenesene v muzej. Grobnica je poslikana s pravo tehniko freske, njen pomen pa je v tem, da je »edini primer grškega slikarstva s figuralnimi prizori iz obdobja orientalizacije, arhaike ali klasike, ki je v celoti ohranjena. Med tisoči grških grobnic, znanih iz tega obdobja (približno 700–400 pr. n. št.), je ta edina, za katero smo ugotovili, da je bila okrašena s freskami človeških figur«.
Preostale štiri stene grobnice zasedajo prizori, povezani s simpozijem, ikonografija, ki je za grško lončarstvo bolj poznana kot potapljaški prizor. Vseh pet fresk je razstavljenih v muzeju, skupaj z drugimi cikli iz lukanskih poslikanih grobnic. V nasprotju s prejšnjimi slikami iz grških grobnic imajo ti poznejši prizori veliko figur in velik delež prizorov, vključno s konji in konjeniškimi športi.

### Kompleks Foce del Sele
Nekaj kilometrov od Pestuma je bil na ustju reke Sele tempeljski kompleks Foce del Sele, posvečen Heri. Tempelj je zdaj bolj kot ne uničen. Približno 70. let pred 6. stoletjem pred našim štetjem pa so na templju in drugi stavbi na mestu našli arhaične reliefne plošče metope. Te sodijo v dve skupini, od katerih zgodnejša prikazuje zgodbo Heraklovega življenja v 38 ohranjenih reliefih, kasnejša skupina, približno 510 pr. n. št., prikazuje pare žensk, ki tečejo. Prvi cikel je osrednji del muzeja v Pestumu, postavljen okoli sten prvotne višine. Na mestu je museo narrante z video prikazi, brez originalnih artefaktov. [14

### Umetnost Pestuma
V arheološkem muzeju Pestum je največja zbirka, vendar je veliko pomembnih kosov, ki so jih pred najnovejšim nadzorom odstranili z najdišča, v številnih zbirkah po vsem svetu. Nacionalni arheološki muzej Španije v Madridu ima še posebej bogato skladišče, saj ima dva pomembna cesarska rimska kipa in številne, zelo fine vaze. Ostali kosi, večinoma poslikana lončenina, so v Louvru, Antikensammlung v Berlinu in drugih muzejih v Evropi in Ameriki.
V primeru poslikane lončenine so identificirali številne posamezne umetnike, zlasti iz 4. stoletja pred našim štetjem, in jim dali imena, katerih dela so bila najdena v grobnicah po mestu in regiji, včasih pa tudi naokoli. Domnevalo se je, da so ti umetniki živeli v mestu.
- Krater iz okoli 360 pr. n. št., sedaj v Getty Villa, Kalifornija
- Odisej in Sirene na kraterju, slikar Python, c. 330 pr. n. št., sedaj v Antikensammlung Berlin
- Krater s starejšim satirom, ki mu sledi mladi Dioniz, slikar Python, c. 350–325 pr. n. št., Los Angeles County Museum of Art
- Kip Livije in Tiberija, c. 30 n. št., sedaj v National Archaeological Museum Španije

### Narodni arheološki muzej
Zgoraj so omenjeni poudarki nacionalnega muzeja v Pestumu: metope iz Sele, Grobnica skaklca v vodo in vsebina Heroona. Zasloni prikazujejo tudi številne velike poslikane arhitekturne fragmente iz terakote iz templjev in drugih zgradb, številne grške figurice iz terakote in nepopolne večje kipe iz terakote ter lončenino, vključno s poslikanimi vazami.
- Metope iz kompleksa Sele s Heraklej ubija giganta Alkiona, 6. st. pr. n. št.
- Glava levinje v večbarvni terakota, Herin tempelj, druga polovica 6. stoletja pred našim štetjem
- Poslikana terakota iz Ateninega templja, c. 500 pr. n. št.
- Helenistične terakota figurine

## Zgodovina

### Ustanovitev
Kot je povedal Strabon, so mesto ustanovili kot Poseidonijo (po grškem božanstvu) grški Ahajci iz Sibarisa. Kolonisti so zgradili utrdbe v bližini morja, vendar so se nato odločili, da bodo mesto zgradili na višji nadmorski višini v notranjosti. [15] Utrdbe so bile morda zgrajene južno od Poseidonije na rtu, kjer je zdaj Agropoli. Po zgodovinski tradiciji je bilo tam Posejdonovo svetišče, po katerem je mesto dobilo ime. Datum ustanovitve Poseidonije ne navajajo starodavni viri, arheološki dokazi pa datirajo približno v 600 pred našim štetjem. 
Druga možnost je bila, da so bili Sibariti Troezenci. Aristotel je zapisal, da so skupino Ttroezencev Ahajci izgnali iz Sibarisa po skupni ustanovitvi tega mesta. Gaius Julius Solinus imenuje Pestum dorsko kolonijo, Strabon pa omenja, da se je Troezen nekoč imenoval Poseidonia. Posledično se je trdilo, da so Pestum ustanovili Troezenci, na katere se je skliceval Aristotel. Druga hipoteza je, da so Sibaritom pomagali Dorci pri ustanovitvi Poseidonije.

### Grško obdobje
Arheološki dokazi iz prvih stoletij Pestuma kažejo na gradnjo cest, templjev in druge značilnosti rastočega mesta. Kovanci, arhitektura in oblikovane zaobljene figurice vse kažejo na tesne odnose, ki so bili v 6. in 5. stoletju vzdrževani z Metapontom. 
Domneva se, da je Poseidonija v svojih domovih skrivala begunce iz Sibarisa, ko je to mesto osvojil Croton leta 510 pred našim štetjem. V začetku 5. stoletja so kovanci Poseidonije sprejeli ahajski standard teže in bik, ki so ga videli na sibaritskih kovancih. A. J. Graham meni, da je verjetno, da je bilo število beguncev dovolj veliko, da se je med Poseidonci in Sibariti zgodil nekakšen sinoecizem, po možnosti v obliki simpolizma.
Poseidonija bi lahko imela velik delež v novi fundaciji Sibaris, ki je trajala od 452/1 pr. n. št. do 446/5 pr. n. št. Na to kaže veliko podobnost kovancev Sibarisa s kovanci Poseidonije v tem obdobju. Morebiti pogodba o prijateljstvu med Sibarisom, njegovimi zavezniki in Serdaioi (neznanimi ljudmi) datira v novo fundacijo, ker je bila Poseidonija porok te pogodbe.

### Lukansko obdobje
Šele ob koncu 5. stoletja pred našim štetjem se omenja mesto, ko so po zapisu Strabona mesto osvojili Lukanci. Iz arheoloških dokazov je razvidno, da sta lahko dve kulturi, grška in oskanska, uspevali druga ob drugi.
Številne grobne slike prikazujejo konje in jahanje, obsedenost lukanskih elit.

### Rimsko obdobje in opustitev
Po Pirovi vojni, v kateri so se grško-italijanski Posejidonci pomerili s kraljem Pirom iz Epira proti rimski republiki, je Pestum leta 273 pr. n. št. postal rimsko mesto,.
Med kartažansko invazijo s Hanibalom v Italijo, je mesto ostalo zvesto Rimu, nato pa je dobilo posebne ugodnosti, kot je kovanje lastnega denarja. Mesto je še naprej cvetelo v obdobju rimskega cesarstva in postalo rimskokatoliška škofija Pesto okoli leta 400.
Med 4. in 7. stoletjem našega štetja je začelo upadati, opuščeno je bilo v srednjem veku. Škofija je bila leta 1100 zatrta. Tako kot Neapelj in večina okolice so prebivalci v vsej svoji zgodovini domnevno govorili grško narečje. Padec in opuščanje sta verjetno nastala zaradi sprememb dreniranja lokalnih zemljišč, kar je vodilo do zamočvirjenja in malarijskih razmer. Napadi saracenskih gusarjev in sužnjev so morda bili odločilni dejavnik. Zdi se, da se je preostalo prebivalstvo preselilo v lažje varovano naselje na vrhu pečine pri Agropoliju (t.i. akropolis ali citadela v grščini), oddaljeno nekaj kilometrov, čeprav je to naselje postalo osnova za muslimanske napade. Mesto Pestum se je zarastlo, naj so v veliki meri pozabili, čeprav je nekaj kamnitih spolij nabral in uporabil Robert Guiscard (umrl 1085) v stolnici v Salernu. 

## Ponovno odkritje
Kljub popotniškim omembam, kot je tista v zgodovini Pietra Summonteja iz leta 1524, ki je tri dorske templje pravilno opredelil kot take, so se ruševine ponovno pojavile šele v 18. stoletjuGiovanni Battista Piranesi, po ponovnem odkritju rimskih mest Pompeji in Herkulanej ter med gradnjo nove obalne ceste južno od Neaplja. Sodobno naselje je začelo oživljati vsaj v 16. stoletju, na strani antičnih razvalin. Po zapletenem začetku je ponovno odkrivanje treh relativno lahko dostopnih in zgodnjih grških templjev povzročilo ogromno zanimanje po vsej Evropi. Bakrorezi umetniških del Giovannija Battiste Piranesija (1778) in drugih, so bili široko razširjeni. Popolna in relativno enostavna oblika templjev je postala vplivna v zgodnji neogrški arhitekturi.
Leta 1740 je bil podan predlog, ki pa ni bil izveden, da bi odstranili stebre za novo palačo Capodimonte v Neaplju. Sprva so v 18. stoletju dvomili, da so bile strukture templji in različno predlagali, da so gimnazij, javna bazilika ali dvorano ali portik. Pojavile so se tudi polemike in nerazumevanje njihovega kulturnega porekla. Alessio Simmaco Mazzocchi, duhovnik in zgodovinar, »ustanovitelj moderne študije Magna Graecia« (stari Grki v Italiji) , je menil, da so etruščanski, v skladu s svojimi teorijami, da so se grški kolonisti zgolj pridružili obstoječim kulturam v Italiji, ki so jo ustanovili ljudje z daljnega vzhoda. Etimologijo Poseidonije je izpeljal iz izumljenega feničanskega morskega božanstva.
Prvi moderno objavljeni opisi ruševin so Les Ruines de Pestum leta 1764, delo G. P. M. Dumonta, ki ga je leta 1750 skupaj z arhitektom Jacques-Germainom Soufflotom odnesel na to najdišče grof Gazzola, inženir vlade v Neaplju. Gazzola je narisal ali naročil izmerjene risbe, h katerim je Dumont dodal svoje, pa tudi več umetniških tabel. Leta 1769 je izšla razširjena izdaja, istega leta, ko je izšel še obsežnejši opis, ki ga je izdal Anglež Thomas Major. Do leta 1774 je bilo o najdišču devet različnih ilustriranih publikacij.

### Druga svetovna vojna
9. septembra 1943 je bil Pestum med pristaniškimi invazijami na Italijo lokacija pristajanja ameriške 36. pehotne divizije. Nemške sile so se že od začetka upirale izkrcavanju, kar je povzročilo hude boje v mestu in okolici. Boj je vztrajal okoli mesta devet dni, preden so se Nemci umaknili na sever. Zavezniške sile so postavile svoje šotore za prvo pomoč Rdečega križa v templjih in okoli njih, saj so bili templji 'izven meja' obstreljevanja obeh strani.

## Kovanci
Kovanci Pestuma se začnejo okoli leta 550 pr. n. št. Te zgodnje izdaje so bile morda vse praznični kovanci. Običajno imajo Pozejdona z dvignjenim trizobom. Tema se nadaljuje vse do vladavine Tiberija. Zaradi neznanih razlogov je samo Pestumu od vseh manjših italijanskih kovnic dovoljeno nadaljevati kovanje bronastih kovancev s senatorskim odlokom okoli leta 89 pred našim štetjem, potem ko je bilo to centralizirano. Poznejši kovanci nosijo oznako P. S. S. C., v pomenu Paesti Signatum Senatus Consulto.

## V popularni kulturi
- V romanu My Ántonia (1918) Willa Catherja, profesor Gaston Cleric dobi vročino, potem ko je noč preživel na prostem in občudoval morske templje v Pestumu.
- V filmu Mare Nostrum (1926) Rexa Ingrama obiščejo Pestum.
- Vrata v morje, zgodovinski roman Bryherja, objavljen leta 1958, prikazuje beg Harmonije, grške svečenice, iz Poseidonije (Pestum), kjer so grški prebivalci po smrti Aleksandra leta 323 pr. n. št. zasužnjeni in so kulturno prevladovali Lukanci. Velikega leta 323 pr.
- Tu so bili posneti prizori iz filma Jazon in Argonavti (1963), zlasti ko Argonavti pomagali kralju Phineusu (Patrick Troughton), ki je zaslepljen in ga mučijo harpije zaradi njegovih prestopkov proti bogovom. V zameno za njegov nasvet, kako priti do Kolhide, Argonavti harpije zaprejo v kletko.
- V videoigri Medal of Honour: Airborne v letu 2007 se druga misija odvija v Pestumu.